# Calle París
Calle París (в переводе с исп. — «Улица Парижа») — испанский музыкальный дуэт. Основные стили музыки — поп и поп-рок. Основан в 2008 г. братом и сестрой Патрисией и Паулем, жителями Мадрида.

## История группы
Родные брат и сестра, Патрисия и Пауль родились в Мадриде. Наполовину французы, с раннего детства они начали сочинять музыку и играть на музыкальных инструментах. Музыкальная карьера каждого складывалась независимо друг от друга, пока в процессе изучения аудиовизуальной коммуникации в университете Патрисия и Рауль не начали совместную работу для короткометражного кино. В начале 2004 г. они решили вместе попытать счастья в музыке, создав музыкальный дуэт. Название "Calle París" лежало на поверхности, ведь как и сами музыканты, оно было частично испанским (исп. calle — улица) и частично французским, а в момент принятия решения в машине звучала песня Дункана Ду "Una calle de París". Через несколько месяцев Патрисия попала в серьезную автокатастрофу, вынудившую её с братом полностью пересмотреть свою жизнь и всецело посвятить себя музыке. Вскоре ими было выпущено около сорока песен для фортепиано/гитары и голоса, и после пяти лет выступлений и почти двухлетних переговоров и ожидания, дуэт получил возможность записать свой диск.

## Музыка
Calle París получили известность благодаря песне Te esperaré (с исп. — «Я буду тебя ждать»), которая в конце 2008 г. стала транслироваться по наиболее значимым радиостанциям страны. Песня относится к альбому Palabras secretas (с исп. — «Тайные слова»), выпущенному 2 декабря 2008 г.

## Премии
2 октября 2009 г. Calle París совместно с коллективами Second, Zenttric, Ilsa и Ragdog были номинированы на премию Premios 40 Principales (сети радиостанций Los 40 Principales) как "лучшее музыкальное открытие года" (исп. Mejor Artista Revelación). На следующем вручении 11 декабря 2009 г. Calle París выиграли эту премию.

## Дискография
- 2008: Palabras secretas
- 2012: Huracán EP

## Синглы
- 2008: Te esperaré (#8 в чарте Los 40)
- 2009: Tú, Solo Tú (#22 —"—)
- 2012: Polvo de estrellas (#31 —"—)
- 2012: Quedará